# Wessel Lubbers
Wessel Lubbers (Weener, 22 maart 1755 - Groningen, 29 september 1834) was een Noord-Nederlandse kunstschilder.

## Leven en werk
Lubbers werd geboren in het Duitse Weener als zoon van de schrijnwerker Lubbert Wessel Lubbers en van Engel Harms. Hij was als schilder een autodidact, die in Groningen vooral bekend is geworden als portretschilder van pastelportretten. Hij vervaardigde in de periode dat hij in Groningen werkzaam was van 1807 tot 1834 veel portretten van vooraanstaande Groningers, waaronder diverse hoogleraren aan de hogeschool Groningen. Hij portretteerde onder meer de hoogleraren Petrus Abresch, Jacob Baart de la Faille, Petrus Driessen, Wynoldus Munniks, Johannes Ruardi, Hendrik Sijpkens, Evert Jan Thomassen a Thuessink, Jacobus Albertus Uilkens en Annaeus Ypeij. Diverse van deze portretten zijn in het bezit van het Universiteitsmuseum van Groningen.
Bij het Rijksbureau voor Kunsthistorische Documentatie in Den Haag zijn circa honderd van de door hem vervaardigde portretten bekend.
Lubbers was ongehuwd. Hij overleed in 1834 op 79-jarige leeftijd in de Oosterstraat in zijn woonplaats Groningen.

## Enkele schilderijen

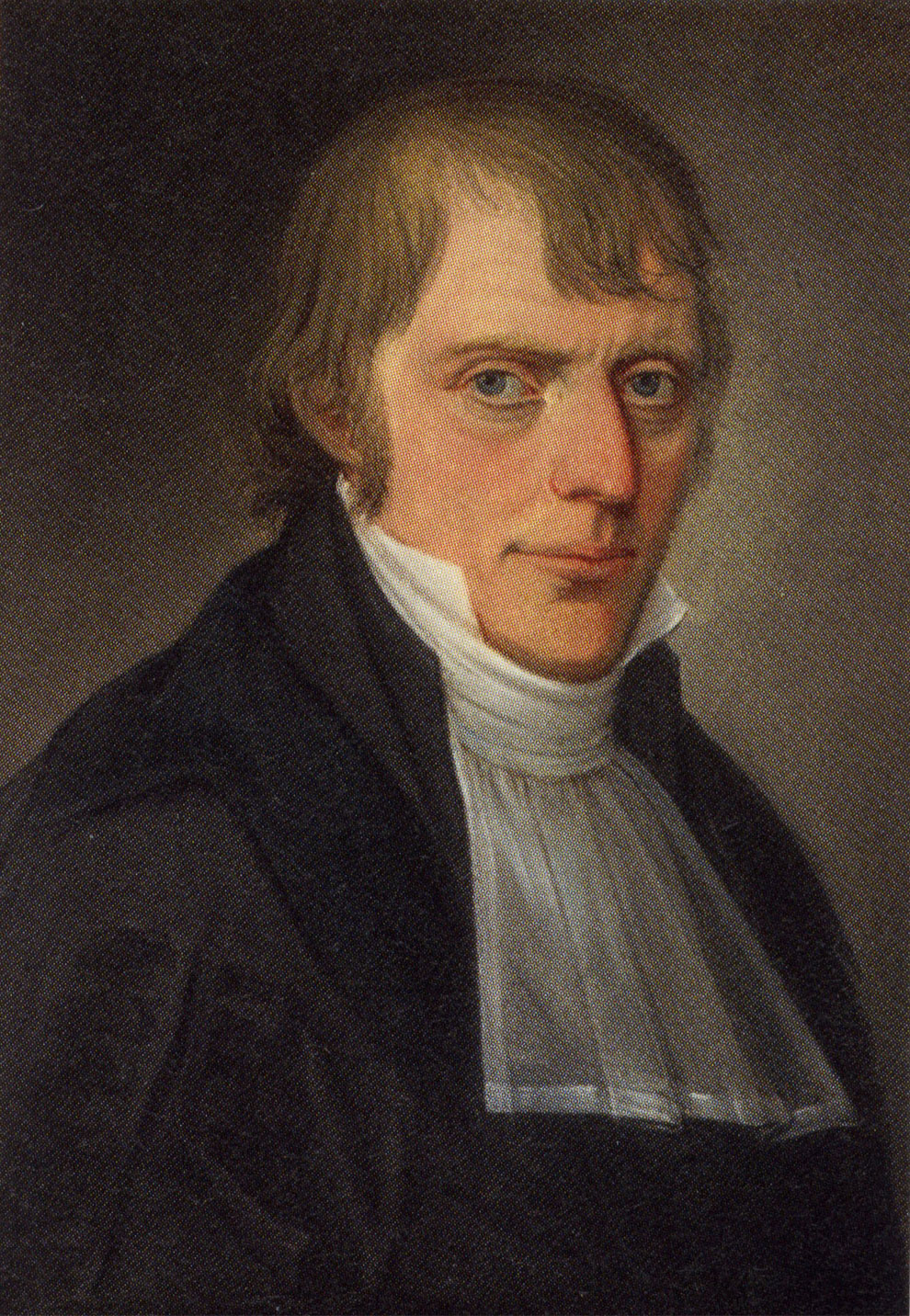
Jacobus Albertus Uilkens
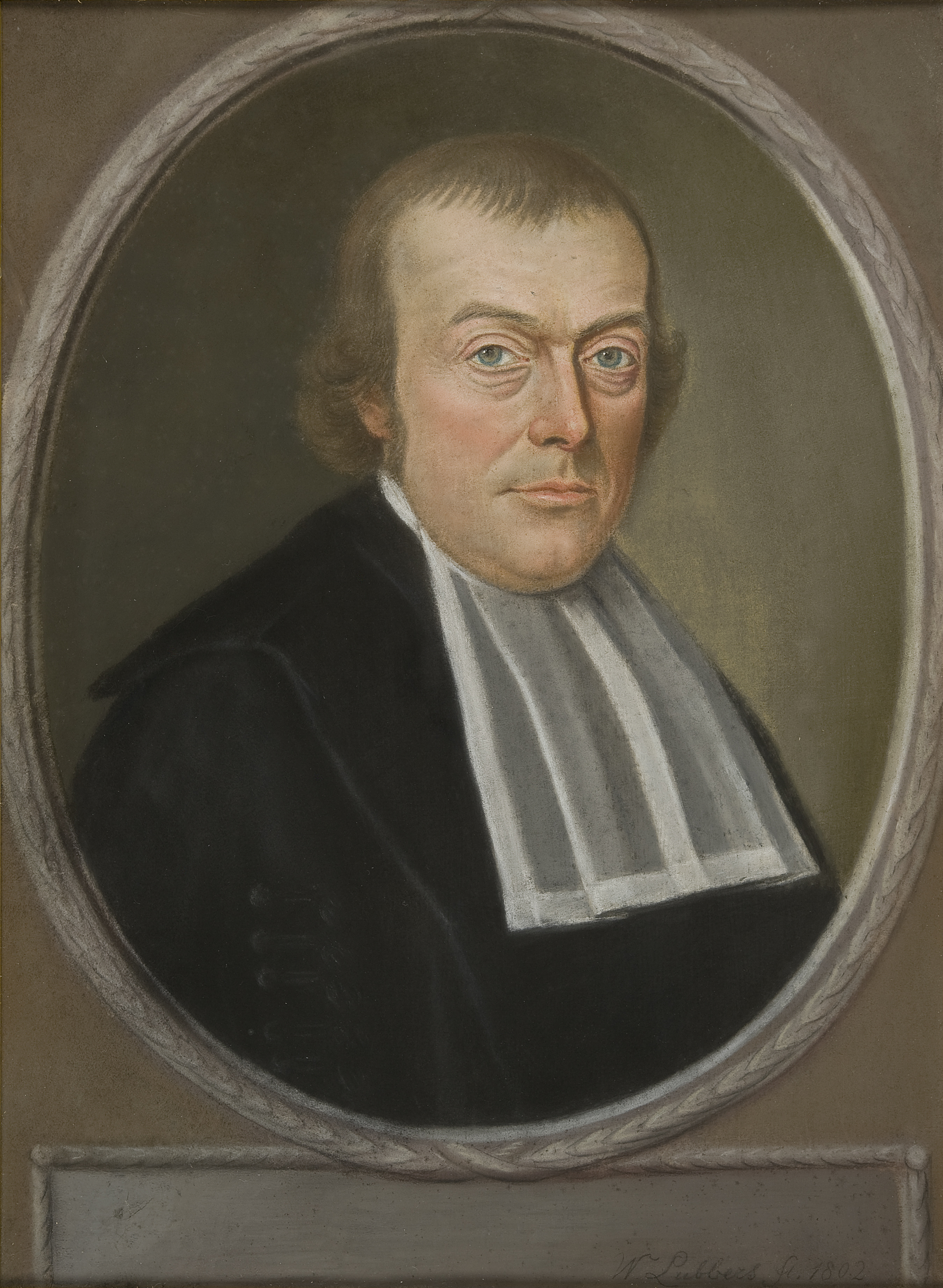
Jacob Baart de la Faille I
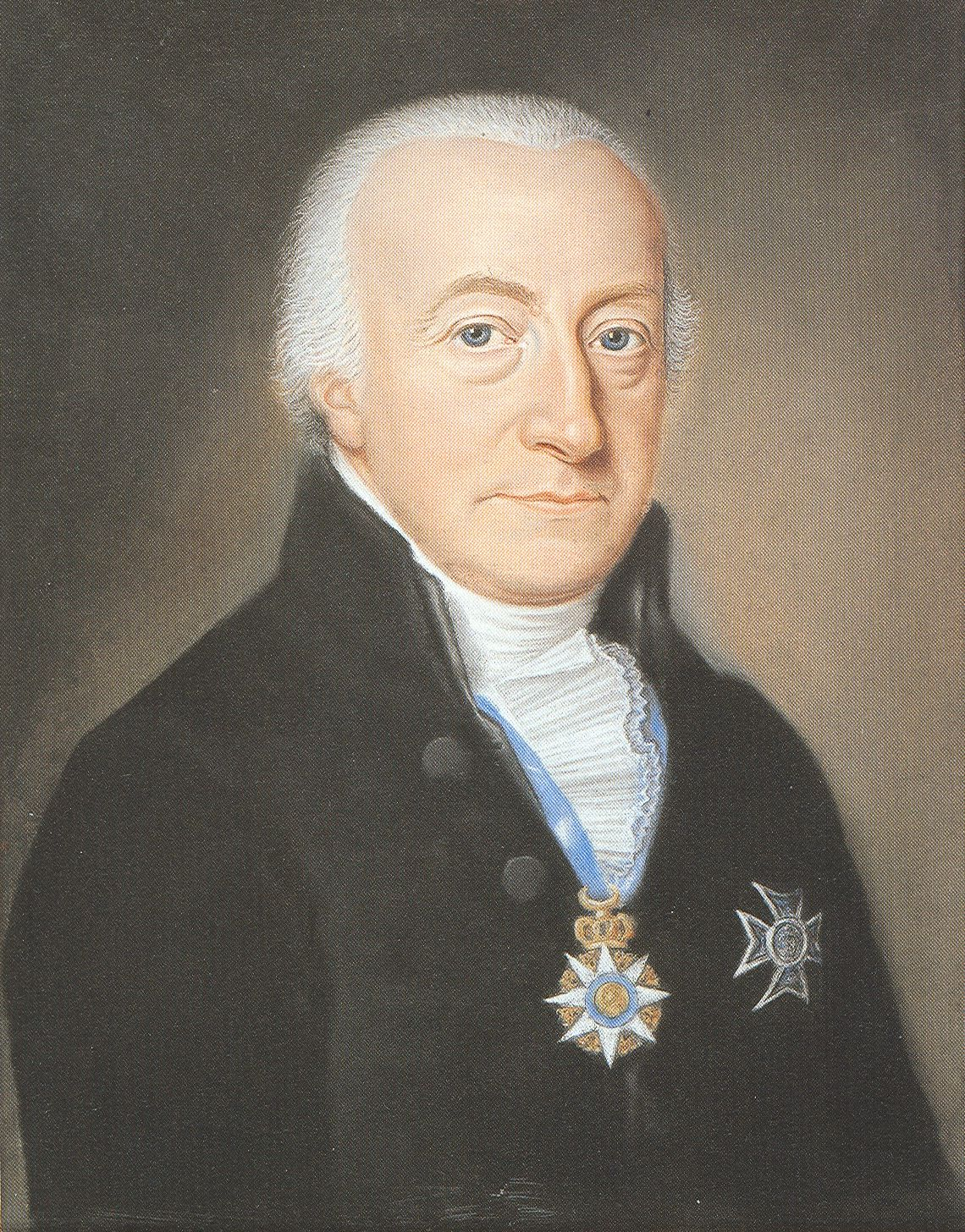
Egbert Lewe van Middelstum (1743-1822) (toegeschreven aan Lubbers)
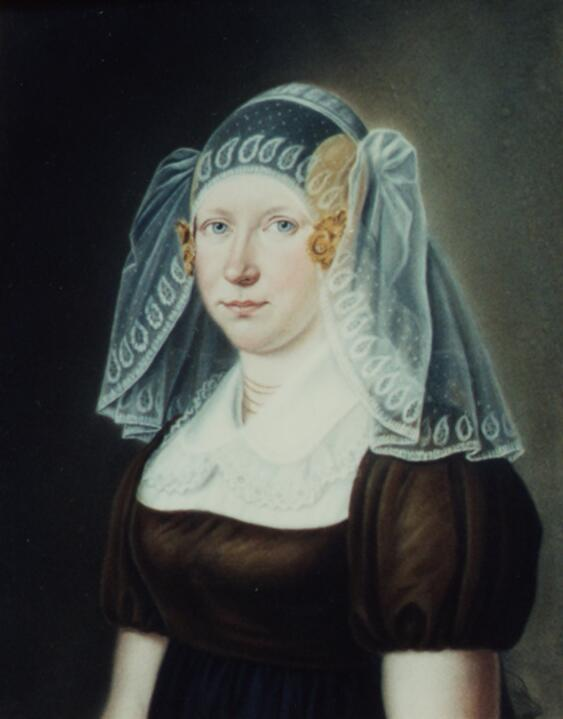
Aaltje Maathuis
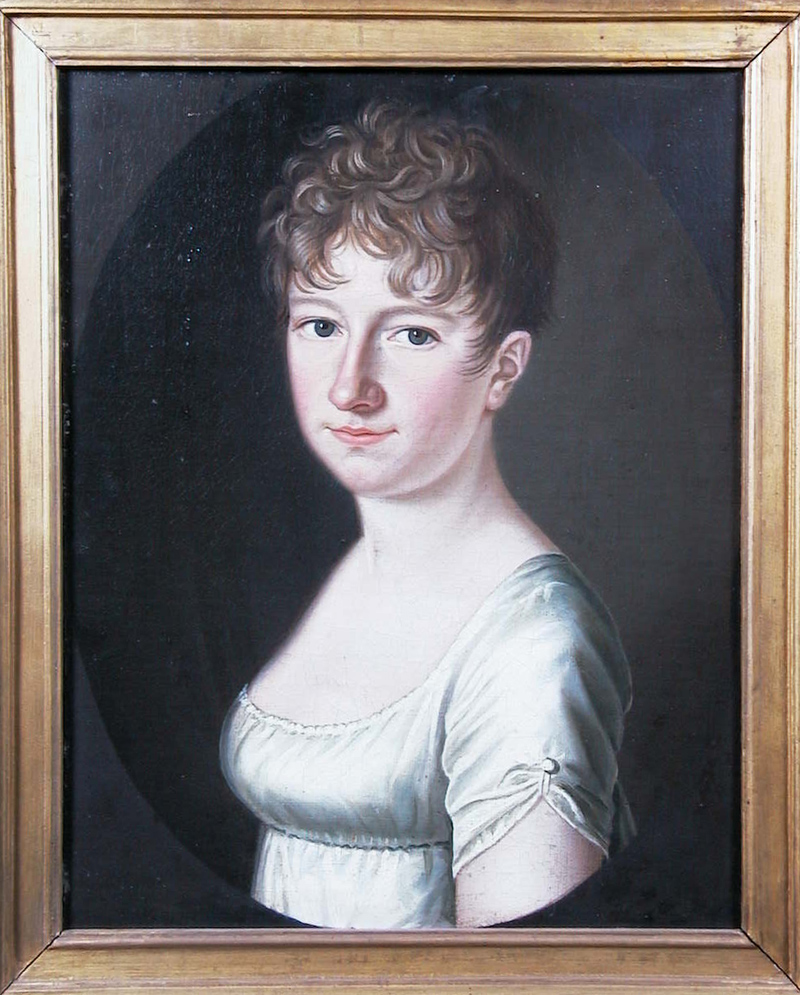
J.E.E. Metelerkamp

- Biografisch Portaal: 70545609
- Digitale Bibliotheek voor de Nederlandse Letteren: lubb010
- International Standard Name Identifier: 0000 0003 9353 9007
- Nederlandse Thesaurus van Auteursnamen: 10388095X
- RKD-Nederlands Instituut voor Kunstgeschiedenis: 51123
- Union List of Artist Names: 500730144
- Virtual International Authority File: 287848571
- WorldCat: E39PBJhxptXxdJ3kf8PHCckCcP